# 劳特尔特
劳特尔特是德国莱茵兰-普法尔茨州的一个市镇。总面积3.56平方公里，总人口288人，其中男性142人，女性146人（2011年12月31日），人口密度81人/平方公里。